# توماس هيرتسوغ
توماس هيرزوغ (بالألمانية: Thomas Herzog)‏ هو أستاذ جامعي ومهندس معماري ألماني، ولد في 3 أغسطس 1941 في ميونخ في ألمانيا.

## وصلات خارجية
- الموقع الرسمي
- توماس هيرزوغ على موقع مونزينجر (الألمانية)